# Salto de Agua, Maravilla Tenejapa
Salto de Agua är en ort i Mexiko.   Den ligger i kommunen Maravilla Tenejapa och delstaten Chiapas, i den sydöstra delen av landet, 900 km öster om huvudstaden Mexico City. Salto de Agua ligger 365 meter över havet och antalet invånare är 300.
Terrängen runt Salto de Agua är kuperad. Runt Salto de Agua är det ganska tätbefolkat, med 67 invånare per kvadratkilometer. Närmaste större samhälle är Santo Domingo de las Palmas, 10,6 km väster om Salto de Agua. I omgivningarna runt Salto de Agua växer i huvudsak städsegrön lövskog.